# ITineret
 ITineret конкурс (Конкурс «ITineret») — национальный конкурс Республики Молдова для учеников 10—12 классов и студентов 1 и 2 курсов, увлеченных информационными технологиями. В рамках конкурса определяются лучшие работы, чьи авторы приглашаются в IT лагерь, где, помимо развлекательной программы им предоставляется возможность участвовать в многочисленных тематических семинарах, в ходе которых с конкурсантами встречаются как молдавские, так и международные IT эксперты. Лучшим участникам вручаются ценные призы, способствующие их дальнейшему развитию в сфере IT.

## Правила и принципы
Молодые люди, желающие принять участие в конкурсе, представляют различные IT проекты в таких категориях, как веб-сайты, приложения, графика. Это могут быть либо уже реализованные проекты, или же различные концепции или проекты в стадии разработки. Среди критериев отбора победителей имеют место оригинальность идеи проекта, пригодность данного проекта для общества, качество и функциональность.

## Цели конкурса
Главная цель конкурса — стать стимулом для самоутверждения молодых IT дарований, которые активно изучают или намереваются поступить на какой-либо факультет, связанный с информационными технологиями, стимулируя их, таким образом, реализовывать новые проекты и поощрять развитие IT отрасли в Республике Молдова.

## Жюри
Жюри формируется из представителей различных высших учебных заведений, Министерства образования, Академии Наук Республики Молдова, а также различных спонсоров данного мероприятия.

## История
Название ITineret формируется из двух составляющих: IT (Информационные технологии) и Tineret (от молдавского — молодёжь). Первый конкурс начался 26 апреля 2010 года, под патронажем Министра информационных технологий и связи Республика Молдова Александра Олейника.

## Победители первого конкурса 2010[источникне указан 4091 день]
Категория «Веб-сайты»:
- 1-е место:

Сорин Боиштян, Роман Мунтяну, Валерий Мазэре.
- 2-е место:

Виталий Тудосе, Ион Калча , Григораш Исидор.
- 3-е место:

Филипп Гынкота, Еужен Мировски.
Категория «Приложения»:
- 1-е место:

Андрей Попа (навигационная система с использованием GPRS), Денис Делимарски (WeatherBar).
- 2-е место:

Сержиу Чумак (The Sound Fingerprinting System), Драгош Мокрый (SEOAnalytic).
- 3-е место:

Санду Кожокарь (Conway’s game of life), Ахмед Умбатов (Smart Pascal).
 Категория «Графика»:
- 1-е место:

Корнелиу Комендант (TorrentsMD Adobe After Effects).
- 2-е место:

Корнел Жосан.
- 3-е место:

Дорел Крецу (The room).

## Победители второго конкурса 2011
- Премии за отличие:

Григоре Густин (электронную система экономии электроэнергии, контролируемую посредством GSM)
- Первое место:

Андрей Форня, Валериу Мазэре, Сержиу Григорьев и Раду Брега.
- Второе место:

Думитру Узун, Корнел Жосан, Михай Лупашку и Артем Касапу.
- Третье место:

Андрей Толочка, Сергей Ревенялэ и Кристиану Бециву.